# Maxime Van Oost
Maxime Van Oost (* 2. Dezember 1999) ist ein belgischer Hockeyspieler. 2023 gewann er mit der belgischen Nationalmannschaft die Silbermedaille bei der Weltmeisterschaft.

## Sportliche Karriere
Maxime Van Oost belegte mit der belgischen Juniorenmannschaft den fünften Platz bei der Junioreneuropameisterschaft 2019.
Bereits 2018 debütierte er für zwei Hallenländerspiele in der belgischen Nationalmannschaft. Im Freien absolvierte er von 2019 bis August 2024 insgesamt 46 Länderspiele.
Bei der Weltmeisterschaft 2023 in Bhubaneswar erreichten die Belgier das Finale und unterlagen der deutschen Mannschaft im Penaltyschießen. Maxime Van Oost kam erst im Viertelfinale als Ersatzmann für Alexander Hendrickx in die Mannschaft und spielte dann auch im Halbfinale und im Finale. Bei den Olympischen Spielen 2024 in Paris gewannen die Belgier ihre Vorrundengruppe, schieden aber im Viertelfinale gegen die Spanier aus. Van Oost war in einem von sechs Spielen dabei.
Auf Vereinsebene trat der Stürmer 2023 für die Waterloo Ducks an.